# Kovács Kati-diszkográfia
Kovács Kati első lemezfelvétele 1965-ben, első nagylemeze 1970-ben, első külföldi lemeze 1969-ben jelent meg. A magyar hanglemezkiadás történetében Kovács Katinak jelent meg a legtöbb kislemeze.
Külföldön – Kati Kovács, Katie Kovacs, Koti Kovacz és Кати Ковач néven 25 lemezét adták ki, némelyiket többször is.
Több millió eladott lemeze van és több alkalommal elnyerte a legtöbb eladott lemez után járó Pepita Oroszlán díjat. Diszkográfiája szerint több mint négyszáz (476) hazai és külföldi hanghordozó, VHS és DVD – 442 kiadványban és box-setben – őrzi dalait. (Kovács Kati diszkográfiában csak a fizikai valóságban is megjelent hanglemezeket, CD-ket, DVD-ket és kazettáka tartalmazza. A lista – a magyar műsoros kazetták, valamint a külföldön megjelent válogatáslemezek és kazetták tekintetében – még nem teljes.)

## Albumok (75)

### Magyarországi nagylemezek (LP) (15)
Kovács Kati első nagylemeze 1970-ben látott napvilágot, az utolsó bakelitalbuma 1992-es A Kovács Kati. Érdekesség, hogy a Kovács Kati és a Locomotiv GT albuma 1983-ban – technikailag korszerűsítve – a Krém sorozatban ismét kiadták.
| Év   | Cím                                      | Kiadó           | Katalógusszám | Hungaroton online kiadás           |
| ---- | ---------------------------------------- | --------------- | ------------- | ---------------------------------- |
| 1970 | Suttogva és kiabálva                     | Qualiton        | LPX 17411     | 2011 + bonus dal: Hol van az a rét |
| 1972 | Autogram helyett                         | Pepita          | LPX 17445     | 2012                               |
| 1974 | Kovács Kati és a Locomotiv GT            | Pepita          | SLPX17472     | 2011                               |
| 1975 | Intarzia                                 | Pepita          | SLPX 17495    | 2011                               |
| 1976 | Közel a Naphoz                           | Pepita          | SLPX 17496    | 2011                               |
| 1977 | Csendszóró                               | Pepita          | SLPX 17526    | 2011                               |
| 1978 | Kovács Kati/Szörényi Levente/Adamis Anna | Pepita          | SLPX 17553    | 2011                               |
| 1979 | Szívemben zengő dal                      | Pepita          | SLPX 17581    | 2012                               |
| 1980 | Kovács Kati Tíz                          | Pepita          | SLPX 17630    | 2011                               |
| 1983 | Érj utol                                 | Favorit         | SLPM 17824    | 2011                               |
| 1983 | Kovács Kati                              | Hungaroton-Krém |               | 2011                               |
| 1985 | Szerelmes levél indigóval                | Favorit         | SLPM 17893    | 2011                               |
| 1986 | Kívánságműsor                            | Favorit         | SLPM 37030    | 2011                               |
| 1989 | Kell néha egy kis csavargás              | Hungaroton      | SLPM 17715    | 2011                               |
| 1992 | A Kovács Kati                            | Hungaroton      | SLPM 37578    | 2011                               |

### Külföldi nagylemezek (LP) (4)
A két német nyelvű nagylemeze mellett 1975-ben megjelent Intarzia albuma kiadták Szovjetunióban is, valamint az 1980-ban megjelent Tíz c. albumát angol nyelven kiadták külföldön is.
| Év   | Cím         | Kiadó | Katalógusszám | Ország |
| ---- | ----------- | ----- | ------------- | ------ |
| 1974 | Kati Kovács | Amiga | 8 55 359      | NDK    |
| 1976 | Kati        | Amiga | 8 55 452      | NDK    |

### Magyarországi CD-albumok (23)
Kovács Kati első CD-én egy válogatás jelent meg 1990-ben. 1994-től a Hungaroton több nagylemezét kiadta CD formátumában is.
| Év   | Cím                                      | Kiadó           | Katalógusszám     | Hungaroton online kiadás |
| ---- | ---------------------------------------- | --------------- | ----------------- | ------------------------ |
| 1990 | Szólj rám, ha hangosan énekelek          | Profil          | HCD 37348         | 2011                     |
| 1992 | A Kovács Kati                            | Hungaroton      |                   |                          |
| 1992 | Forgószél                                | Craft Records   | CR 003            |                          |
| 1994 | Kovács Kati – Locomotiv GT – Adamis Anna | Hungaroton      |                   | 2011                     |
| 1994 | Kovács Kati/Szörényi Levente/Adamis Anna | Hungaroton      |                   | 2011                     |
| 1995 | Közel a Naphoz                           | Hungaroton      |                   | 2011                     |
| 1996 | Love Game/Vangelis 1492                  | Ka-Ti Bt.       | KKCD 001          |                          |
| 1999 | Szólj rám, ha hangosan énekelek          | Hungaroton      |                   | 2011                     |
| 1999 | A magyar tánczene csillagai 2.           | Reader's Digest | RM-CD9905-02      |                          |
| 1999 | Édesanyámnak szeretettel                 | Eurovoice       | KKCD 003          |                          |
| 2000 | Kincses sziget                           | Eurovoice       | KKCD 004          |                          |
| 2002 | Gyere, szeress!                          | Eurovoice       | KKCD 005          |                          |
| 2002 | Kell néha egy kis csavargás              | Hungaroton      |                   | 2011                     |
| 2014 | Nem leszek a játékszered                 | Hungaroton      | HCD 71291         |                          |
| 2017 | Kiadatlan dalok                          | MTVA            | EAN 5999542818516 |                          |
| 2018 | Suttogva és kiabálva                     | MTVA            | EAN 5999542819438 |                          |
| 2018 | Autogram helyett                         | MTVA            | EAN 5999542819377 |                          |
| 2018 | Intarzia                                 | MTVA            | EAN 5999542819339 |                          |
| 2018 | Csendszóró                               | MTVA            | EAN 5999542818844 |                          |
| 2018 | Szívemben zengő dal                      | MTVA            | EAN 5999542818363 |                          |
| 2018 | Tíz                                      | MTVA            | EAN 5999542818356 |                          |
| 2018 | Érj utol                                 | MTVA            | EAN 5999542818349 |                          |
| 2018 | Szerelmes levél indigóval                | MTVA            | EAN 5999542818332 |                          |

### Box set (gyűjteményes válogatásban megjelent CD-k) (12)
| Cím                                                | Év   | Kiadó               | Lemezek száma | Lemezek                                                                                        |
| -------------------------------------------------- | ---- | ------------------- | ------------- | ---------------------------------------------------------------------------------------------- |
| Találkozás egy régi szerelemmel (Kovács Kati örök) | 2011 | Reader's Digest     | 4CD           | - Találkozás egy régi szerelemmel - Rock and Roller - Mammy blue - Átmentem a szivárvány alatt |
| Napfényes álom                                     | 2015 | Tarsago             | 3CD           | - Van jó minden rosszban - Ennyi kell - Éjszakáról éjszakára                                   |
| Kovács Kati és a LGT 3CD Pack                      | 2016 | Hungaroton          | 3CD           | - Kovács Kati és a Locomotiv GT - Közel a naphoz - Szólj rám, ha hangosan énekelek             |
| Rock and roller                                    | 2019 | BFTK Nonprofit Kft. | 2CD           | - Koncertfelvétlek CD1 - Stúdiófelvétlek CD2                                                   |

### Külföldi CD-albumok (külföldi) (2)
| Év   | Cím                | Kiadó              | Katalógusszám   | Ország      |
| ---- | ------------------ | ------------------ | --------------- | ----------- |
| 2007 | Die großen Erfolge | Sony BMG / Amiga   | 88697073362     | Németország |
| 2007 | Életem lemeze      | 2000 FruitGum Corp | 9 396318 105029 | Oroszország |

### Kazetták (MC) (18)
Kovács Katinak több albumát kiadták magnetofonkazettán (MC) is.
| Év   | Cím                                        | Kiadó           | Katalógusszám     |
| ---- | ------------------------------------------ | --------------- | ----------------- |
| 1976 | Rock and roller                            | Pepita          | MK 7008           |
| 1977 | Csendszóró                                 | Pepita          | MK 7020, MK 17526 |
| 1978 | Életem lemeze (kazettán)                   | Pepita          | MK 17553          |
| 1983 | Kovács Kati Tíz                            | Pepita          | MK 17630          |
| 1983 | Érj utol                                   | Favorit         | MK 17824          |
| 1985 | Szerelmes levél indigóval                  | Favorit         | MK 17893          |
| 1986 | Kívánságműsor                              | Hungaroton      |                   |
| 1989 | Kell néha egy kis csavargás                | Hungaroton      | MK 16774          |
| 1992 | A Kovács Kati                              | Hungaroton-Gong | MK 37578          |
| 1992 | Forgószél                                  | Craft Records   | CRMC003           |
| 1994 | Kovács Kati – Locomotiv GT – Adamis Anna". | Hungaroton      |                   |
| 1994 | Életem lemeze                              | Hungaroton      |                   |
| 1995 | Közel a Naphoz                             | Hungaroton      |                   |
| 1996 | Love Game                                  | Eurovoice       | KKMC 001          |
| 1999 | Édesanyámnak szeretettel                   | Eurovoice       | KKMC 003          |
| 1999 | Szólj rám, ha hangosan énekelek            | Hungaroton      |                   |
| 2000 | Kincses sziget                             | Eurovoice       | KKMC 004          |
| 2002 | Gyere szeress                              | Eurovoice       | KKMC 005          |

### Maxi CD (1)
A CD-albumokon kívül jelent meg több, csupán néhány dalt tartalmazó – ún. maxi CD is.
| Év   | Cím            | 1             | 2                           | 3                          | 4        | Kiadó     | Katalógusszám | Formátum |
| ---- | -------------- | ------------- | --------------------------- | -------------------------- | -------- | --------- | ------------- | -------- |
| 1997 | Különös utakon | Búcsúzni kell | Hogyan tudnék élni nélküled | Kócos / Azt mondta / Rohan | Az utcán | Eurovoice | KKCD 002      | CD       |

## DVD (2)
- Életút (2017, EAN 5999542818516)
- Symphonic Live (2019, BFTK-DVD-001)

## Kislemezek (92)
A magyar hanglemezkiadás történetében Kovács Katinak jelent meg a legtöbb kislemeze. Összesen kilencvenkettő kislemeze jelent meg Magyarországon, valamint Angliában, Ausztriában, Franciaországban, Nyugat-és Kelet-Németországban, Japánban, Lengyelországban, Csehszlovákiában, továbbá a Szovjetunióban.

### Magyar kislemezek (72)
| Év   | A                                                                           | B                                                                         | Kiadó    | Nr.      | Info                           | Form. | Hungaroton online kiadás |
| ---- | --------------------------------------------------------------------------- | ------------------------------------------------------------------------- | -------- | -------- | ------------------------------ | ----- | ------------------------ |
| 1966 | Nem leszek a játékszered                                                    | Harsányi Frigyes: Isten veled szomorúság                                  | Qualiton | SP310    | Táncdalfesztivál               | SP    |                          |
| 1966 | Koncz Zsuzsa: Ami volt, az volt                                             | Szeretném                                                                 | Qualiton | SP340    | Made in Hungary                | SP    | 2011                     |
| 1967 | Mátrai Zsuzsa: Ördögből angyal lehetnél                                     | Többé ne telefonálj                                                       | Qualiton | SP353    |                                | SP    | 2011                     |
| 1967 | Bolond az én szívem                                                         | Veszíteni tudni kell                                                      | Qualiton | SP359    | San Remo                       | SP    | 2011                     |
| 1967 | Csak az igazat                                                              | Ráz a villamos                                                            | Qualiton | SP383    |                                | SP    | 2011                     |
| 1967 | Tedd boldoggá                                                               | Majd ha beszél a jég                                                      | Qualiton | SP403    | Táncdalfesztivál               | SP    | 2011                     |
| 1967 | Magay Clementina: Még visszaléphetsz                                        | Neked se jó                                                               | Qualiton | SP438    | filmzene (Nyár a hegyen)       | SP    | 2012                     |
| 1968 | Ne lépd át a küszöbömet többé                                               | Kozák Péter: Szívvel, lélekkel                                            | Qualiton | SP457    |                                | SP    | 2011                     |
| 1968 | Aradszky László: Tépd, ne sajnáld                                           | Egy pesti vasárnap                                                        | Qualiton | SP481    |                                | SP    | 2011                     |
| 1968 | Itt van a világ vége                                                        | Nem születünk százszor                                                    | Qualiton | SP486    |                                | SP    | 2011                     |
| 1968 | Ne akard őt elrontani                                                       | Szerelemben soha nincsen igazság                                          | Qualiton | SP504    | Táncdalfesztivál               | SP    | 2011                     |
| 1968 | Dobos Attila, Mary Zsuzsi: Halálkanyar Aradszky László: Látod, ez vagyok én | Németh József: Nekem több van egy kerékkel Kovács Kati: Hol parkoljak     | Qualiton | EP27283  | Volán                          | EP    | 2012                     |
| 1969 | Babák                                                                       | Hazudik a drága                                                           | Qualiton | SP563    |                                | SP    | 2011                     |
| 1969 | Hull a hó a kéklő hegyeken                                                  | Bencze Márta: És mégis mozog a föld                                       | Qualiton | SP574    | Made in Hungary                | SP    | 2011                     |
| 1969 | Jaj, de hideg van                                                           | Harangozó Teréz: A zápor                                                  | Qualiton | SP583    |                                | SP    | 2011                     |
| 1969 | Korda György: Lady Carneval                                                 | Dalmát elégia                                                             | Qualiton | SP588    |                                | SP    | 2013                     |
| 1969 | A festő és a fecskék                                                        | Zalatnay Sarolta: Fekete beat                                             | Qualiton | SP597    |                                | SP    | 2013                     |
| 1969 | Jó szerencsét                                                               | Mezei György: Vad szelek                                                  | Qualiton | SP617    | Táncdalfesztivál               | SP    | 2011                     |
| 1969 | Katicabogár                                                                 | Keserű a méz                                                              | Qualiton | SP649    |                                | SP    | 2011                     |
| 1970 | Mégis ő                                                                     | Még van időnk                                                             | Qualiton | SP674    | Made in Hungary                | SP    | 2011                     |
| 1970 | Komár László: Jóbarátom                                                     | Átmentem a szivárvány alatt                                               | Qualiton | SP702    |                                | SP    | 2011                     |
| 1970 | Szívkirály                                                                  | A szerelem                                                                | Qualiton | SP704    | San Remo                       | SP    | 2011                     |
| 1970 | Dékány Sarolta: Túl vagyok én                                               | Jaj, nem vigyáztam!                                                       | Qualiton | SP754    | Tessék választani!             | SP    |                          |
| 1970 | Rézkilincs                                                                  | Ezt az egyet akarom                                                       | Qualiton | SP782    |                                | SP    | 2012                     |
| 1970 | Koós János: Cigánydal                                                       | Mini vagy maxi?                                                           | Qualiton | SP793    |                                | SP    | 2012                     |
| 1970 | A régi ház körül                                                            | Most kéne abbahagyni                                                      | Qualiton | SP824    |                                | SP    |                          |
| 1971 | Fekete madár                                                                | Mondd, mi bajod van?                                                      | Qualiton | SP808    | Made in Hungary                | SP    | 2011                     |
| 1971 | Ninna, nanna                                                                | Koós János: Cigányfiú                                                     | Pepita   | SP828    | San Remo                       | SP    |                          |
| 1971 | Rózsák a sötétben                                                           | Mit remélsz?                                                              | Pepita   | SP829    | San Remo                       | SP    |                          |
| 1971 | Vihar után                                                                  | A pesti férfi                                                             | Pepita   | SP851    | Táncdalfesztivál               | SP    | 2011                     |
| 1971 | Csúzlis Tom                                                                 | Akkor, bizony, furcsa világ lesz                                          | Pepita   | SP893    |                                | SP    | 2011                     |
| 1971 | Love story                                                                  | Free again                                                                | Pepita   | SP902    |                                | SP    | 2011                     |
| 1972 | Kifulladásig                                                                | Álom, mutasd meg nekem                                                    | Pepita   | SP914    | Made in Hungary                | SP    | 2011                     |
| 1972 | Hintáslegény                                                                | Elmúlás                                                                   | Pepita   | SP921    |                                | SP    | 2011                     |
| 1972 | Mammy blue                                                                  | Te kékszemű                                                               | Pepita   | SP922    |                                | SP    | 2011                     |
| 1972 | Hogy vagy, pajtás?                                                          | Koós János: Földi szerelem                                                | Pepita   | SP951    |                                | SP    | 2011                     |
| 1972 | Merre mentél tőlem                                                          | Menjünk világgá                                                           | Pepita   | SP952    |                                | SP    | 2011                     |
| 1972 | Egy mákszemnyi szerencse                                                    | Soha többet                                                               | Pepita   | SP966    |                                | SP    | 2011                     |
| 1972 | Add már, uram, az esőt!                                                     | Aranyhídon mentem                                                         | Pepita   | SP70003  | Táncdalfesztivál               | SP    | 2011                     |
| 1973 | Voltam már jó, rossz                                                        | Miért nem sikerül?                                                        | Pepita   | SP975    | Made in Hungary                | SP    | 2011                     |
| 1973 | Úgy, mint ő                                                                 | Mezei Zsuzsa: Aki látta a tengert                                         | Pepita   | SP70051  | Tessék választani!             | SP    | 2011                     |
| 1973 | Arcok a sötétben                                                            | Bolond pár                                                                | Pepita   | SP70073  |                                | SP    |                          |
| 1974 | Szomorú ló                                                                  | Ugyanez az utca ez                                                        | Pepita   | SP70091  | Made in Hungary                | SP    | 2011                     |
| 1974 | De furcsa ez a világ                                                        | Csupasz hold                                                              | Pepita   | SPS70116 |                                | SP    | 2011                     |
| 1974 | Holnaptól nem szeretlek                                                     | Nézlek, amíg alszol                                                       | Pepita   | SP70124  | Holnaptól nem szeretlek        | SP    | 2011                     |
| 1974 | Felesleges esték                                                            | Minden út érdekes                                                         | Pepita   | SP70125  | Holnaptól nem szeretlek        | SP    | 2011                     |
| 1974 | Egy nagy szerelem                                                           | Ugye, szép?                                                               | Pepita   | SP70127  |                                | SP    | 2011                     |
| 1975 | Találkozás egy régi szerelemmel                                             | Apostol: Nehéz a boldogságtól búcsút venni                                | Pepita   | SP70159  | Made in Hungary                | SP    |                          |
| 1975 | Akinek nincs baja                                                           | Én igazán szerettelek                                                     | Pepita   | SP70191  | Tessék választani!             | SP    | 2011                     |
| 1976 | Egy hamvas arcú kisgyerek                                                   | Légy mással boldogabb                                                     | Pepita   | SPS70218 |                                | SP    | 2011                     |
| 1976 | Hogyha elhagysz                                                             | Egy nyáron át…                                                            | Pepita   | SP70223  | Made in Hungary                | SP    | 2011                     |
| 1977 | Nem leszek a játékszered                                                    | Most kéne abbahagyni                                                      | Pepita   | SPS70245 | Amikor én még…                 | SP    |                          |
| 1977 | Ha legközelebb látlak                                                       | Indián nyár                                                               | Pepita   | SPS70262 |                                | SP    | 2011                     |
| 1978 | Megtalálsz engem                                                            | Rock tanóra                                                               | Pepita   | SPS70300 | Tessék választani!             | SP    | 2011                     |
| 1978 | Óh, ha rajtam múlna                                                         | Kötődés                                                                   | Pepita   | SPS70335 |                                | SP    | 2011                     |
| 1979 | Bár itt lehetnél                                                            | Elmúlt a nyár                                                             | Pepita   | SPS70360 |                                | SP    | 2011                     |
| 1979 | Hofi Géza, Bolba Tamás: Bölcsődal                                           | Fogsz te a fox helyett                                                    | Pepita   | SPS70384 | km. Hofi Géza                  | SP    |                          |
| 1979 | Jó lenne, ha táncolnál velem                                                | Aludnod kéne már                                                          | Pepita   | SPS70395 |                                | SP    |                          |
| 1979 | Úgy szeretném meghálálni                                                    | Isten hozzád, kedves városom                                              | Pepita   | SPS70404 | Made in Hungary                | SP    |                          |
| 1980 | Menetjegy                                                                   | Ne aludj el                                                               | Pepita   | SPS70432 |                                | SP    | 2012                     |
| 1980 | Mama Leone                                                                  | Nem tudjuk még                                                            | Pepita   | SPS70440 |                                | SP    | 2011                     |
| 1980 | Somló Tamás és Presser Gábor: Mr. Kojak                                     | Ennyi kell                                                                | Pepita   | SPS70443 | filmzene (Kojak Budapesten)    | SP    |                          |
| 1981 | Újra otthon                                                                 | Delhusa Gjon: Tizenéves őrült voltál                                      | Pepita   | SPS70501 | Táncdalfesztivál               | SP    | 2011                     |
| 1982 | Hol vagy, Józsi?                                                            | Napfényes álom                                                            | Pepita   | SPS70524 |                                | SP    | 2012                     |
| 1982 | Így legyen                                                                  | Ne vedd fel a telefont                                                    | Pepita   | SPS70557 |                                | SP    | 2011                     |
| 1983 | Hívlak                                                                      | Ne gondolj rám                                                            | Favorit  | SPS70600 | Made in Hungary                | SP    |                          |
| 1984 | Gyere el, ha bántanak                                                       | Marcellina P.J.T.: Futok az úton                                          | Favorit  | SPS70633 | Tessék választani!             | SP    | 2011                     |
| 1984 | Where you Gonna Run                                                         | Take me Home                                                              | Favorit  | PR 1015  | MIDEM promo                    | SP    | 2012                     |
| 1985 | Álmodj, kiskölyök                                                           | Johnny and Mary                                                           | Favorit  | SPS70689 |                                | SP    | 2011                     |
| 1987 | Mindig ami új, az az érdekes                                                | Koncz Tibor – szintetizátor: Szerelem száz háton részlet a film zenéjéből | Favorit  | SPS70690 | filmzene (Szerelem száz háton) | SP    | 2011                     |
| 1987 | Nyújtsd a két kezed                                                         | Neoton Família: Segít a dal                                               | Favorit  |          | Sportsegély                    | SP    | 2011                     |
| 1988 | Keringő (Magány)                                                            | Árnyék                                                                    | Favorit  | SPS70804 | filmzene (Miss Arizona)        | SP    | 2013                     |

### Külföldi kislemezek (21)
Kovács Katinak több mint húsz kislemeze jelent meg külföldön. Az első 1969-ben, Ausztriában látott napvilágot, az utolsó 2013-ban Franciaországban.
| Év   | A                                                           | B                                         | Kiadó           | Nr.        | Info                                                                     | Form.    | Ország         |
| ---- | ----------------------------------------------------------- | ----------------------------------------- | --------------- | ---------- | ------------------------------------------------------------------------ | -------- | -------------- |
| 1969 | When the gypsies sing and dance tonight                     | The park in the city                      | Amadeo          | AVRS 21546 |                                                                          | SP       | Ausztria       |
| 1969 | Zigeunerliebe                                               | The park in the city                      | Amadeo          | AVRS 21575 |                                                                          | SP       | Ausztria       |
| 1970 | Solang' es Liebe gibt                                       | Ein Tag im September                      | Amadeo, Polydor | 2041 124   |                                                                          | SP       | NSZK, Ausztria |
| 1971 | Jaj, nem vigyáztam                                          |                                           | Balkanton       |            | (Arany Orfeusz Fesztivál, helyszíni felvétel)                            | SP       | Bulgária       |
| 1971 | Jahr für Jahr                                               | Wenn ich wüsste, dass es Liebe            | Polydor         | 2041 291   |                                                                          | SP       | NSZK           |
| 1972 | Wind, komm, bring den Regen her                             | Komm und laß uns gehn                     | Amiga           | 455903     |                                                                          | SP       | NDK            |
| 1973 | Sunday, Sunday                                              | 悲しみに光さして (Van jó minden rosszban) | Canyon          | Y-50       | Yamaha Fesztivál                                                         | SP       | Japán          |
| 1973 | Żółty Bumerang (Middle Of The Road)                         | Daj Boże Deszcz (Add Már, Uram, Az Esőt!) | T. Zapotoczna   | 111-z      |                                                                          | postcard | Lengyelország  |
| 1973 | Alles, was du gern hast                                     | Sehnsucht                                 | Amiga           | 455977     |                                                                          | SP       | NDK            |
| 1974 | Dzisiejszy świat to (De furcsa ez a világ)                  |                                           | Tonpress        | R-0701     |                                                                          | postcard | Lengyelország  |
| 1975 | Rock and roller                                             | The Shadows: Let Me Be The One            | Tonpress        | R-0339-II  |                                                                          | postcard | Lengyelország  |
| 1975 | Rock and roller                                             | I’m Free                                  | RSW RUCH        | R-0339-II  |                                                                          | postcard | Lengyelország  |
| 1975 | Rock 'n Roller                                              | Male mir, Sonne                           | Amiga           | 456108     |                                                                          | SP       | NDK            |
| 1975 | Hej, finger weg                                             | Es regnet immerzu                         | Amiga           | 456136     |                                                                          | SP       | NDK            |
| 1976 | Aurelian Andrescu: Na Na Na                                 | Ha a dobos megengedné                     | MUZA            | SS-695     | A lemezen elírással feltüntetve: Ha a dobs megengede (Laux)- Kati Kovacs | SP       | Lengyelország  |
| 1977 | Úgy, mint ő                                                 | Ugyanez az utca ez                        | Кругозор        |            | Кругозор 1977 N2 (12)                                                    | plastic  | Szovjetunió    |
| 1978 | You don't bring me flowers                                  | Sweet little sixteen                      | Supraphon       | 11432380   | km. Dean Reed                                                            | SP       | Csehszlovákia  |
| 1980 | Sweet little sixteen                                        | Du bringst mir keine Blumen               | Amiga           | 456442     | km. Dean Reed                                                            | SP       | NDK            |
| 1983 | Где ты, Ёжи?                                                | Солнечный сон                             | Кругозор        | Г92-09931  | Кругозор 1983 N4 (11)                                                    | plastic  | Szovjetunió    |
| 1984 | Where You Gonna Run                                         | Take Me Home                              | Favorit         | PR 1015    | MIDEM Cannes                                                             | SP       | Franciaország  |
| 2008 | Belly Can (Liftmen) / Add Már, Uram, Az Esot! (Kati Kovács) | Caratacas, Live (Wolf People)             | B-Music –       | BMT002     |                                                                          | EP       | UK             |
| 2013 | Thitchinaski -(Kati Kovacs) / Monsieur Le Chèvre De Gare    | Macadam Mambo Edits Vol. 3                | Macadam Mambo   | MME303     |                                                                          | EP       | France         |

## Kovács Kati dalok más nagylemezeken (LP) (99)
Kovács Kati dalok közel száz magyar és külföldi nagylemezen is hallhatóak.

### Magyarországi nagylemezeken (LP) (53)
| Év   | Album                                              | Dal | Katalógus szám                | Hungaroton online kiadás |
| ---- | -------------------------------------------------- | --- | ----------------------------- | ------------------------ |
| 1965 | Ki mit tud?                                        | - Sóhaj - I Cry | LPX 7319 Qualiton             | 2011                     |
| 1968 | Made in Hungary                                    | A történtek után | LPX 17382 Qualiton            | 2011                     |
| 1968 | Táncdalfesztivál                                   | Szerelemben soha nincsen igazság | LPX 17395 Qualiton            | 2011                     |
| 1969 | Made in Hungary                                    | Hull a hó a kéklő hegyeken | LPX 17394 Qualiton            | 2011                     |
| 1969 | Táncdalfesztivál                                   | Jó szerencsét | LPX 17405 Qualiton            |                          |
| 1972 | Tolcsvayék és a Trió                               | Láttam ne, tagadd / Vihar előtt, vihar után | LPX 17442 Qualiton            |                          |
| 1976 | A Kenguru c. film zenéjéből                        | Nem biztos semmi | SLPX 17460 Pepita             | 2011                     |
| 1976 | Made in Hungary '76                                | Egy összegyűrt levél | SLPX 17505 Pepita             | 2011                     |
| 1977 | Tessék választani '77                              | Mindent, ami szép | SLPX 17533 Pepita             | 2011                     |
| 1978 | Láss, ne csak nézz                                 | Aki lép, az nem marad egyhelyben | SLPX 17557 Pepita             | 2011                     |
| 1979 | Tessék választani '79 – 2.                         | Nem kéne mondanom | SLPX 17585 Pepita             | 2011                     |
| 1979 | Pepita Favorit                                     | - Bár itt lehetnél - Nem kéne mondanom | SLPX 17607 Pepita             |                          |
| 1979 | Találkozás egy régi szerelemmel Gábor S. Pál dalai | - Találkozás egy régi szerelemmel - Megtalálsz engem | SLPX 17573 Pepita             | 2011                     |
| 1979 | Rózsák a sötétben – Nagy olasz slágerek            | - Egy hamvas arcú kisgyerek - Bolond az én szívem - Szívkirály - Rózsák a sötétben | LPX 17584 Pepita              |                          |
| 1980 | Más ez a szerelem – Bágya András dalai             | - A történtek után - Ugyanez az utca ez - Én igazán szerettelek | SLPX 17632 Pepita             | 2011                     |
| 1981 | Disco Party 2.                                     | - Mondd, gondolsz-e még arra? - Kérdés önmagamhoz (rövidített változat) - Mama Leone | SLPX 17677 Pepita             | 2011                     |
| 1981 | Ciao – Nagy olasz slágerek 2.                      | - Mit remélsz? - Ninna, nanna | LPX 17644 Pepita              |                          |
| 1982 | Kislány a zongoránál – Szenes Iván dalai           | Úgy szeretném meghálálni | SLPX 17729 Pepita             | 2011                     |
| 1982 | Tessék választani '82                              | - Játssz még - Van ilyen | SLPX 17699 Pepita             |                          |
| 1982 | Top 11                                             | Játssz még! | SLPX 17726 Pepita             | 2011                     |
| 1982 | Rocklegendák (1966-1970)                           | Átmentem a szivárvány alatt | LPX 17740 Krém                | 2012                     |
| 1984 | Útravaló I.                                        | Ha a dobos megengedné | MK 17842 Bravo                | 2012                     |
| 1984 | Várj, míg sötét lesz! – Tardos Péter dalai         | Csupasz hold | SLPM 17864 Pepita             |                          |
| 1984 | Top 15                                             | Érj utol | SLPM 17840 Favorit            |                          |
| 1985 | Álmodik az állatkert                               | A film hanganyaga és zenéje | SLPX 14033 Hungaroton         |                          |
| 1985 | Ez majdnem szerelem volt – Bradányi Iván dalai     | Hogyha elhagysz | SLPM 17846 Favorit            |                          |
| 1985 | Pop antico                                         | Bodrog partján | Hungaroton                    |                          |
| 1986 | Régi dal a zongorán – Világslágerek                | Mindig veled | SLPM 37024 Favorit            | 2011                     |
| 1986 | Töltsön egy órát kedvenceivel!                     | Úgy szeretném meghálálni | SLPM 17939 Favorit            |                          |
| 1987 | Szívdobbanás                                       | - Szívfájdalom - Érj utol - Kérlek, fogadd el (km. Karácsony János) - Elfutok | SLPM 37050 Favorit            |                          |
| 1987 | Mama, kérlek                                       | - Mammy blue - A régi ház körül - Úgy szeretném meghálálni - Mama Leone | SLPM 37105 Favorit            | 2011                     |
| 1989 | Úgy szeretném meghálálni – Gábor S. Pál dalai      | - Úgy szeretném meghálálni - Mindent, ami szép - Sírni, ilyen nyíltan sírni | SLPM 37180 Favorit            |                          |
| 1989 | Kell néha egy kis csavargás                        | Az 1976-os zenés rádiójáték teljes hanganyaga | SLPM 16774 Qualiton           | 2011                     |
| 1989 | Könnyű, mint az 1x1                                | Most kéne abbahagyni | SLPM 16773 Qualiton           | 2011                     |
| 1989 | Az emberért, a holnapért                           | A festő és a fecskék | SLPX 37247 Krém               |                          |
| 1990 | Hold Ragyog A Dunán                                | Most kéne abbahagyni | SLPM 16798 Qualiton           |                          |
| 1990 | Utolsó szerelmes dal                               | Én sohasem búcsúzom | SLPM 37390 Pepita             | 2011                     |
| 1990 | Calypso 873                                        | Átmentem a szivárvány alatt | SLPM 37394 Pepita             | 2011                     |
| 1991 | Ciao Ciao Bambina                                  | Hol van már? | SLPM 37386 Pepita             | 2011                     |
| 1991 | Pop tari top '91                                   | - Várj, míg felkel majd a nap (Demjén Ferenc, Lerch István, Presser Gábor, Sztevánovity Zorán, Kovács Kati, Karácsony János, Katona Klári)                                                                         |                               |                          |
| 1991 | Táncdalfesztivál '66                               | Nem leszek a játékszered | SLPM 37549 Hungaorton-Gong    |                          |
| 1991 | Világslágerek magyarul                             | - Mindent érted - Il silenzio - Soha nem hagylak el | SLPM 37572 Hungaroton-Maestro | 2012                     |
| 1991 | A mechanikus narancs                               | |                               |                          |
| 1992 | Barta Tamás emléklemez                             | - Tanítsd meg a gyerekeket - Télutó | SLPM 37576 Hungaroton-Gong    | 2011                     |
| 1992 | Táncdalfesztivál '67                               | Majd ha beszél a jég | SLPM 37558 Hungaroton-Gong    |                          |
| 1992 | Pop tari top '92                                   | - Fújom a dalt (Demjén Ferenc, Csepregi Éva, Dolly, Kovács Kati, D. Nagy Lajos, Frenreisz Károly, Presser Gábor, Somló Tamás, Szikora Róbert, Sztevánovity Zorán, Menyhárt János, Závodi Gábor és a Besenyő Brass) |                               |                          |
| 1992 | Volt egyszer egy fesztivál – Gálaműsor             | Nem leszek a játékszered |                               |                          |
| 1992 | Egri táncdalfesztivál                              | Jobb ez így nekem |                               |                          |
| 1992 | Eviva Espana                                       | - Evive Espana - Fel, torreádor (közös dal – közreműködőként) | SLPM 37626 Favorit-Maestro    | 2011                     |
| 2009 | Under The Rainbow                                  | Átmentem a szivárvány alatt | Records MOIRAS009LP           |                          |

### Kovács Kati dalok más magyar előadók lemezein (12)
Kovács Kati több magyar eladó nagylemezén is közreműködött egy-egy dallal vendégként vagy duettpartnerként.
- 1972 Tolcsvayék és a Trió: Ez mind eladó [km. Koncz Zsuzsa, Kovács Kati, Zalatnay Sarolta]

Láttam, ne tagadd – Vihar előtt, vihar után
- 1978 Hofi Géza: Söprik az utcát (vokál)
- 1989 Lerch István: Tüntetés a szeretetért

Tüntetés a szeretetért (Lerch István – ének, Kovács Kati – vokál)
Napsugárhíd (Lerch István – ének, Kovács Kati – vokál)
- 1989 Juszt László: Kezit csókolom

Magam vagyok (Juszt László és Kovács Kati)
- 1989 Zalatnay Sarolta: Ave Maria

Happy Day (Zalatnay Sarolta, Anita, Kovács Kati, Szűcs Judit, Zoltán Erika)
- 1989 Wolf Péter: Könnyű Mint Az 1x1 – Wolf Péter dalai

Most kéne abbahagyni
- 1990 Benkő László: Ikarosz

Aphrodité gyermekei II. (Takáts Tamás és Kovács Kati)
- 1990 Soltész R
- 1990 Balázs Ferenc és a Korál

Forog a kerék (Balázs Ferenc és Kovács Kati)ezső: A szerelem útjain
Féltelek (Soltész Rezső és Kovács Kati)
- 1991 Lerch István: 10 és fél
- 1991 Soltész Rezső: The best of Soltész Rezső

Féltelek (Soltész Rezső és Kovács Kati)
- 2010 Szabó Gábor: Gábor Szabó in Budapest (Mouras Records: LP, CD)

Az eső és én
My Love

### Diszkó angolul (6)
| Év   | Album               | Dal                                                                                | Katalógus száma    | Hungaroton online kiadás |
| ---- | ------------------- | ---------------------------------------------------------------------------------- | ------------------ | ------------------------ |
| 1979 | Disco Party         | - Hot Stuff - Bend Me, Shape Me - MacArthur Park - One Way Ticket - Baby Make Love | SLPX 17623 Pepita  | 2011                     |
| 1982 | Top 12              | - The Wanderer - Guilty - Woman In Love                                            | SLPX17677 Pepita   | 2013                     |
| 1983 | Super Hits          | - Solitaire - Words                                                                | SLPM 17808 Favorit | 2011                     |
| 1987 | Super Hits Special  | - Venus - Papa Don't Preach                                                        | SLPM 37050 Favorit | 2012                     |
| 1988 | Super Hits Extrahot | - La Isla Bonita                                                                   | SLPM37144 Favorit  | 2011                     |
| 1989 | Dirty Dancing       | - Twist In My Sobriety - Stop - I Don't Wanna Get Hurt - The Look                  | SLPM 37324 Favorit | 2011                     |

Eredeti előadók:

### Külföldi nagylemezeken (LP) (30)
Kovács Katinak tucatnyi német és angol nyelvű dala került fel valamelyik – külföldön kiadott slágerválogatásra. Jelent meg dala japánul is. (A lista nem teljes.)

### NDK (15)
| Év   | Album                             | Dal                                                           | Katalógusszám |
| ---- | --------------------------------- | ------------------------------------------------------------- | ------------- |
| 1970 | Schlagerfestival der Freundschaft | - Jaj, nem vigyáztam - Mégis ő                                |               |
| 1972 | Box Nr. 1                         | Es Wird Dunkel, Wenn Kein Feuer Brennt (Most kéne abbahagyni) | 855272 Amiga  |
| 1973 | Box Nr. 3                         | Soll der erste Kuß der letzte sein                            | 855363 Amiga  |
| 1973 | Parade der Schlagerstars          | Komm und laß uns gehn (Menjünk világgá)                       | 855393 Amiga  |
| 1973 | Starparade '73                    | Wind, komm, bring der Regen her (Add már, uram, az esőt)      |               |
| 1974 | Box Nr. 7                         | Ich will gehn                                                 |               |
| 1974 | Box Nr. 10                        | Der Schaukeljunge (Hintáslegény)                              | 855370 Amiga  |
| 1974 | Wo es Freunde gibt…               | Mein Schiff hat bunte Segel                                   | 855419 Amiga  |
| 1975 | 2×10 Beat                         | Rock 'n Roller (Rock and roller)                              |               |
| 1975 | 2×10 Beat                         | Wind, komm, bring der Regen her (Add már, uram, az esőt)      |               |
| 1975 | Starparade`75                     | Hej, Finger weg (Szendvicsfiú)                                | 855440 Amiga  |
| 1975 | Box Nr 12                         | So wie er (Úgy, mint ő)                                       |               |
| 1975 | Amiga – Express `75               | Es regnet immerzu (Az eső és én)                              | 855455 Amiga  |
| 1976 | BOX 2                             | Ich weiß wohl (Ismersz jól)                                   | 855467 Amiga  |
| 1976 | Non stop beat                     | Nimms doch nicht so schwer (El ne hagyd magad)                |               |

### NSZK(1)
| Év   | Album                                  | Dal                   | Katalógusszám   |
| ---- | -------------------------------------- | --------------------- | --------------- |
| 1971 | Die große und aktuelle Starparade 71/2 | Solang' es Liebe gibt | 2371144 Polydor |

### Ausztria(1)
| Év   | Album                                        | Dal          | katalógus szám |
| ---- | -------------------------------------------- | ------------ | -------------- |
| 1974 | The Austropop Story – 40 Stars & Hits (Atom) | Zigenerliebe |                |

### Bulgária(1)
| Év   | Album                       | Dal           | Katalógusszám |
| ---- | --------------------------- | ------------- | ------------- |
| 1971 | Golden Orpheus Festival '71 | Heart of Gold | ВТА 1483/84   |

### Szovjetunió(1)
| Év   | Album                         | Dal                       | Katalógus szám |
| ---- | ----------------------------- | ------------------------- | -------------- |
| 1978 | Голоса друзей [Golosa druzei] | Элегия (Elégia – oroszul) | C60-10847-8    |

### Lengyelország(1)
| Év   | Album         | Dal                   | Katalógusszám |
| ---- | ------------- | --------------------- | ------------- |
| 1977 | INTERDISCO 4. | Ha a dobos megengedné | SX 1501 MUZA  |

### Japán(1)
| Év   | Album                                                  | Dal                    |
| ---- | ------------------------------------------------------ | ---------------------- |
| 1972 | World Popular Song Festival in Tokyo '72 (SJET 9398-9) | Van jó minden rosszban |

### Németország(1)
| Év   | Album                              | Dal                         | Katalógusszám                |
| ---- | ---------------------------------- | --------------------------- | ---------------------------- |
| 2008 | German Funk Fieber Vol.2 1969-1978 | Sehnsucht (Árnyak sötétben) | ShowUp Records – showup 03lp |

### Egyesült Királyság(2)
| Év   | Album                                                                | Dal                   | Katalógusszám                       |
| ---- | -------------------------------------------------------------------- | --------------------- | ----------------------------------- |
| 2008 | 20 Funk-Rock Eruptions From Beneath Communist Hungary – Volume 1/LP1 | Add Már Uram Az Esőt! | Finders Keepers Records – FKR017LP1 |
| 2008 | 20 Funk-Rock Eruptions From Beneath Communist Hungary – Volume 1/LP2 | Nem Biztos Semmi      | Finders Keepers Records – FKR017LP2 |

### Kovács Kati dalok külföldi előadók nagylemezein (6 LP)
- Dean Reed

| Év   | Album                                           | Dal                                                    | Katalógusszám           | Ország        |
| ---- | ----------------------------------------------- | ------------------------------------------------------ | ----------------------- | ------------- |
| 1980 | Rock'n'Roll Country Romantic                    | Sweet Little Sixteen / You Don't Bring Me Flowers      | Supraphon – 1113 2736   | Csehszlovákia |
| 1980 | Dean Reed Singt Rock'n' Roll, Country, Romantic | Sweet Little Sixteen / Rock Around A Clock             | AMIGA – 8 55 796        | NDK           |
| 1980 | Рок-н-Роллы, Кантри, Лирические Песни           | Sweet Little Sixteen / Rock Around A Clock             | Мелодия – С60—14817-8   | Szovjetunió   |
| 1981 | Рок-н-Роллы, Кантри, Лирические Песни           | Прекрасный Возраст 16 Лет / Ты Не Приносишь Мне Цветов | Мелодия – С 60—14817-18 | Szovjetunió   |
| 1982 | Рок-н-Роллы, Кантри, Лирические Песни           | Прекрасный Возраст 16 Лет / Ты Не Приносишь Мне Цветов | Мелодия – С 60—14818-18 | Szovjetunió   |

- Gabor Szabo

| Év   | Album       | Dal                     | Katalógusszám      | Ország |
| ---- | ----------- | ----------------------- | ------------------ | ------ |
| 2008 | In Budapest | Az eső és én // My love | Moiras MOIRAS007LP | Europe |

## Kovács Kati dalok más CD-ken (118+ kiadvány, 134 CD+)
Kovács Kati dalok – több mint százharminc hazai és külföldi CD-re is fölkerültek. A lista még nem teljes.

### Magyarországi CD-ken (92)
Kovács Kati dalai több mint kilencven slágerválogatás-CD-n is szerepelnek. A lista nem teljes!
| Év   | Album                                                                                     | Dal | Katalógus szám                    | Hungaroton online kiadás |
| ---- | ----------------------------------------------------------------------------------------- | --- | --------------------------------- | ------------------------ |
| 1993 | Táncdalfesztivál '66 & '67                                                                | - Nem leszek a játékszered - Majd ha beszél a jég | HCD 37654 Gong                    | 2011                     |
| 1993 | Táncdalfesztivál '68-'69 – Tessék választani! '70                                         | - Szerelemben nincsen igazság - Jó szerencsét - Jaj, nem vigyáztam! | HCD 37688 Hungaroton-Gong         |                          |
| 1993 | Atilla, Isten kardja                                                                      | |                                   |                          |
| 1993 | Best of Atilla, Isten kardja                                                              | Szőttesben él |                                   |                          |
| 1993 | Magyar filmslágerek                                                                       | - Keringő (Magány) - Ennyi kell | HCD 37730 Hungaroton-Gong         |                          |
| 1993 | Legendák. A hatvanas évek No.2.                                                           | Ne lépd át a küszöbömet többé | HCD 37658 Hungaroton-Gong         |                          |
| 1993 | Legendák. A hatvanas évek világslágerei magyarul                                          | Jaj, de hideg van | HCD 37671 Gong                    | 2011                     |
| 1994 | Calypso duett album                                                                       | Lazítani | CD523326 Polygram-3T              |                          |
| 1994 | Szabad hangok                                                                             | Így legyen |                                   |                          |
| 1995 | Szofi Top 10                                                                              | Csak te és a rock and roll |                                   |                          |
| 1996 | Romantika                                                                                 | Elfutok | HCD 37853 Gong                    |                          |
| 1996 | Próbálj meg lazítani                                                                      | - Kezdés és bemutatkozás - Zenés étlap - A Déli-pályaudvar csodás kis állomás - Hol vagy, Józsi? - Fogsz te fox helyett... - Finálé | HCD 16848 Gong                    |                          |
| 1997 | Szélmalom – Bradányi Iván slágerei                                                        | Oly közel vagy... | SZ003 Szeki-Graf                  |                          |
| 1997 | A Tűzmadár – Bradányi Iván slágerei                                                       | Nem tudjuk még (remix) | SZ005 Szeki-Graf                  |                          |
| 1997 | Ajándék                                                                                   | - Szívemben zengő dal - Átmentem a szivárvány alatt | CD69992 Magyar Könyvklub/Zeneklub |                          |
| 1997 | Super Star                                                                                | Egy hamvas arcú kisgyerek | HCD 37909 Gong                    |                          |
| 1997 | A magyar beat aranykora 5                                                                 | Átmentem a szivárvány alatt | Reader's Digest                   |                          |
| 1998 | Találkozás egy régi szerelemmel – Best of Gábor S. Pál                                    | - Találkozás egy régi szerelemmel - Mindent, ami szép - Úgy szeretném meghálálni | HCD 16827 Hungaroton              | 2011                     |
| 1998 | Szívdobbanás                                                                              | - Szívfájdalom - Érj utol - Elfutok | HCD 37053                         |                          |
| 1998 | Filmslágerek                                                                              | - Különben dühbe jövünk (Piedone) - Egy nyáron át… | HCD 37918 Gong                    |                          |
| 1998 | Filmslágerek                                                                              | - Különben dühbe jövünk (Piedone) - Egy nyáron át… | HCD 37918 Gong                    |                          |
| 1998 | A zeneszerző (Presser Gábor)                                                              | Várlak |                                   |                          |
| 1998 | Sláger slágerek 1.                                                                        | Mammy blue |                                   |                          |
| 1998 | Sláger slágerek 2.                                                                        | Úgy szeretném meghálálni |                                   |                          |
| 1998 | Sláger slágerek 3.                                                                        | Indián nyár |                                   |                          |
| 1998 | Mindenkinek van egy álma 1. CD – Megáll az idő                                            | Nem leszek a játékszered | RM-CD9805-01                      |                          |
| 1998 | Mindenkinek van egy álma 4. CD – Járom az utam                                            | Ne lépd át a küszöbömet többé | RM-CD9805-04                      |                          |
| 2000 | Legendák 13. – A '70-es évek kislemezei                                                   | - Most kéne abbahagyni - Add már, uram, az esőt! | HCD 37941 Gong                    |                          |
| 2000 | A Szerelem egy szó... – Szekeres Géza szerzeményei                                        | Soha ne sírj | SZ011 Szeki-Graf                  |                          |
| 2000 | Rózsák a sötétben                                                                         | - Egy hamvas arcú kisgyerek - Bolond az én szívem - Rózsák a sötétben - Mit remélsz? | HCD 71020 Gong                    |                          |
| 2001 | Sír a telefon – Nosztalgia slágerek                                                       | Egy nyáron át | HCD 71021 Hungaroton              |                          |
| 2001 | 50 éve Hungaroton – 50 év zenében – Azok a hatvanas évek                                  | Nem leszek a játékszered | HCD 71071 Hungaroton              | 2011                     |
| 2001 | 50 éve Hungaroton – 50 év zenében – Azok a hetvenes évek                                  | Rock and roller | HCD 71072 Hungaroton              | 2011                     |
| 2002 | Hungarian Jazz History 10 – Jazz-es hangulatban                                           | - Keserű a méz - Sóhaj - I Cry | HCD 71145 Hungaroton              | 2011                     |
| 2003 | Nem csak a húszéveseké a világ / Szenes Iván                                              | Ha legközelebb látlak | 82876541532 BMG-Ariola            |                          |
| 2003 | Slágerkoktél                                                                              | A Paradicsom Meghódítása (1492) | Aréna Holding – ARCD 2020         |                          |
| 2003 | Nosztalgia, szerelem CD1                                                                  | Jaj, de hideg van | Reader's Digest                   |                          |
| 2003 | Nosztalgia, szerelem CD2                                                                  | Nem tudjuk még | Reader's Digest                   |                          |
| 2003 | Nosztalgia, szerelem CD3                                                                  | - Nálad lenni újra jó lenne - Többé ne telefonálj | Reader's Digest                   |                          |
| 2004 | Lemezbörze – Bakeliten nevelkedtünk                                                       | - Bakeliten nevelkedtünk (Csepregi Éva, Kovács Kati, Mary Zsuzsi, Szűcs Judith) |                                   |                          |
| 2004 | A szerelem évszakai – Nyár                                                                | Kötődés | HCD 71182 Gong                    |                          |
| 2004 | A szerelem évszakai – Ősz                                                                 | Várlak | HCD 71183 Gong                    |                          |
| 2005 | Örökzöld slágerek – Boldog Idők                                                           | Találkozás egy régi szerelemmel | HKCD 55.038/1                     |                          |
| 2005 | Örökzöld slágerek – Maradj velem                                                          | Úgy szeretném meghálálni | HKCD 55.038/2                     |                          |
| 2005 | Örökzöld slágerek – Volt egy régi nyár                                                    | Elfutok | HKCD 55.038/3                     |                          |
| 2005 | Örökzöld slágerek – Szervusztok régi barátok                                              | A történtek után | HKCD 55.038/4                     |                          |
| 2005 | Örökzöld slágerek – Ez az a dal                                                           | - Annyi arc ismerős - Próbálj meg lazítani | HKCD 55.038/5                     |                          |
| 2006 | Mama – Dalok édesanyáknak                                                                 | - Úgy szeretném meghálálni - A régi ház körül - Anya csak 1 van (km. Pa-dö-dö) | 82876835002 BMG-Ariola            |                          |
| 2006 | 100 szerelmes dal                                                                         | - Hogyha elhagysz - Mondd, gondolsz-e még arra? - Elmúlt a nyár - Érj utol | RM-CD01020105 Reader's Digest     |                          |
| 2006 | Jávorszky-Sebők A Magyarock története 1. könyv + CD melléklet                             | Rock and roller |                                   |                          |
| 2006 | Táncdalfesztiválok, legendás korszakok – I. Táncdalfesztivál (1966)                       | Nem leszek a játékszered | Reader's Digest                   |                          |
| 2006 | Táncdalfesztiválok, legendás korszakok – II. Táncdalfesztivál (1967)                      | Tedd boldoggá | Reader's Digest                   |                          |
| 2006 | Táncdalfesztiválok, legendás korszakok – IV. Táncdalfesztivál (1969)                      | Jó szerencsét | Reader's Digest                   |                          |
| 2006 | Táncdalfesztiválok, legendás korszakok – V. Táncdalfesztivál (1971)                       | - Vihar után - A pesti férfi | Reader's Digest                   |                          |
| 2006 | Táncdalfesztiválok, legendás korszakok – VI. Táncdalfesztivál (1972)                      | - Add már, uram, az esőt! - Aranyhídon mentem | Reader's Digest                   |                          |
| 2007 | Nagyi Lemez                                                                               | Mammy blue |                                   |                          |
| 2007 | A zeneszerző 5. (Presser Gábor) – A szövegíró                                             | Rock and roller |                                   |                          |
| 2007 | Funkytown Budapest                                                                        | Tanítsd meg a gyerekeket |                                   |                          |
| 2008 | Világslágerek magyarul 1 CD – Szívemben élsz                                              | - Szívfájdalom - Hol vagy, Józsi? - Napfényes álom - Légy mással boldogabb - Rózsák a sötétben | Reader's Digest                   |                          |
| 2008 | Világslágerek magyarul 2 CD – Sóhajok szálnak a szélben                                   | - Mindig veled - Hogy vagy, pajtás (Km.: Koós János) - Holnap majd | Reader's Digest                   |                          |
| 2008 | Világslágerek magyarul 3 CD – Egy kis romantika                                           | - Veszíteni tudni kell - Szívkirály | Reader's Digest                   |                          |
| 2008 | Világslágerek magyarul 4 CD – Egy könnycsepp az arcodon                                   | - Mammy blue - Menetjegy - Mama Leone - Bolond az én szívem | Reader's Digest                   |                          |
| 2008 | Világslágerek magyarul 5 CD – Veled jó lesz                                               | - Indián nyár - Egy nagy szerelem | Reader's Digest                   |                          |
| 2008 | Gabor Szabo in Budapest (1974)                                                            | - Az eső és én - My Love |                                   |                          |
| 2008 | A magyar pop-rock történelem legnagyobb slágerei VI. Skandináv éjszakák                   | Összetartozunk | EMI Music 292244                  |                          |
| 2009 | MTV LGT Icon                                                                              | Szólj rám, ha hangosan énekelek |                                   |                          |
| 2009 | Retro Collection 5. – Ban DJ – (Disco)                                                    | Ha legközelebb látlak | HCD 71254/5 Hungaroton            |                          |
| 2009 | Retro Collection 8. – Ban DJ – (Funk)                                                     | Add már, uram, az esőt! | HCD 71254/8 Hungaroton            | 2009                     |
| 2009 | Retro Collection 10. – Ban DJ – (Disco)                                                   | Ha legközelebb látlak | HCD 71254/5 Hungaroton            |                          |
| 2010 | Úgy szeretném meghálálni – Gábor S. Pál dalai                                             | - Úgy szeretném meghálálni - Találkozás egy régi szerelemmel - Mindent, ami szép | HCD 71257 Hungaroton              |                          |
| 2010 | Hosszú az a nap – Szenes Iván szerzeményei                                                | - Hová tűnik el a csillag? - A régi ház körül - Úgy szeretném meghálálni - Az én időm (remix változat) |                                   |                          |
| 2010 | Horváth Attila Életmű                                                                     | Összetartozunk | EMI Music 246825                  |                          |
| 2011 | Nagyvárosok zenéje – Budapest                                                             | - A pesti férfi - Egy pesti vasárnap /duett Aradszky Lászlóval | Reader's Digest                   |                          |
| 2012 | Ajándék volt minden perc és óra – Magyar dalszerzők slágerei                              | - Szenes Iván dalai - Úgy szeretném meghálálni - Az én időm - Ha legközelebb látlak | Reader's Digest                   |                          |
| 2012 | Ajándék volt minden perc és óra – Magyar dalszerzők slágerei                              | - S. Nagy István dalai - Volt egy régi nyár | Reader's Digest                   |                          |
| 2012 | Ajándék volt minden perc és óra – Magyar dalszerzők slágerei                              | - Bradányi Iván dalai - Eviva Espana - Nem tudjuk még - Én sohasem búcsúzom - Mondd, gondolsz-e még arra? | Reader's Digest                   |                          |
| 2012 | Ajándék volt minden perc és óra – Magyar dalszerzők slágerei                              | - Malek Miklós dalai - Éjszakáról éjszakára | Reader's Digest                   |                          |
| 2012 | Van-e szerelmesebb vallomás? – Fényes Szabolcs slágerei                                   | - Egy összegyűrt levél - Neked se jó | Reader's Digest                   |                          |
| 2013 | Hozzám tartozol – duettek a magyar könnyűzene aranykorából                                | - Játssz még! – Zoránnal - Fogsz te a fox helyett.. – Hofi Gézával - Féltelek – Soltész Rezsővel - El ne hagyd magad – Somló Tamással - Hogy vagy pajtás? – Koós Jánossal - Aphrodité gyermekei – Takáts Tamással - A zene az a bor – Szörényi Leventével - Kérlek, fogadd el! – Karácsony Jánossal - Ima – Szörényi Leventével | Reader's Digest                   |                          |
| 2013 | Táncdalfesztivál 10 Nagy Slágere – 1. rész                                                | Nem leszek a játékszered |                                   |                          |
| 2013 | Táncdalfesztivál 10 Nagy Slágere – 2. rész                                                | Add már, uram az esőt |                                   |                          |
| 2013 | A 60-as évek hazai popsikerei                                                             | Hull a hó a kéklő hegyeken | Reader's Digest                   |                          |
| 2013 | A 70-es évek hazai popsikerei                                                             | Rock an Roller | Reader's Digest                   |                          |
| 2014 | Neked írom a dalt - Éjszakák és nappalok I. rész                                          | - Érj utol | Reader's Digest                   |                          |
| 2014 | Neked írom a dalt - Mindig csak ott várok rád II. rész                                    | - Várlak II. rész | Reader's Digest                   |                          |
| 2014 | Neked írom a dalt - Romantika III. rész                                                   | - Te | Reader's Digest                   |                          |
| 2014 | A legjobb magyar slágerek a 60-as évekből - Gondolsz-e majd rám? I. rész                  | - Hazudik a drága | Reader's Digest                   |                          |
| 2014 | A legjobb magyar slágerek a 60-as évekből - Csinibaba II. rész                            | - Hull a hó a kéklő hegyeken - Nem leszek a játékszered | Reader's Digest                   |                          |
| 2014 | A legjobb magyar slágerek a 60-as évekből - Csavard fel a szőnyeget III. rész             | - A festő és a fecskék | Reader's Digest                   |                          |
| 2014 | Visszatérek én – a 70-es évek magyar slágerei - NEHÉZ A BOLDOGSÁGTÓL BÚCSÚT VENNI I. rész | - Egy hamvas arcú kisgyerek | Reader's Digest                   |                          |
| 2014 | Visszatérek én – a 70-es évek magyar slágerei - HA ÉN RÓZSA VOLNÉK II. rész               | - Hintáslegény - Most kéne abbahagyni | Reader's Digest                   |                          |

### Kovács Kati dalok más magyar előadók CD-albumain (20)
- 1991 Soltész Rezső: The best of Soltész Rezső

Féltelek (Soltész Rezső és Kovács Kati)
- 1993 Balázs Fecó és Korál

Forog a kerék
- 1994 Pa-dö-dö: Szép az élet és én is szép vagyok

Anya csak egy van (Pa-dö-dö és Kovács Kati)
- 1996 Balázs Ferenc: Unplugged In The Globe Royal

Forog a kerék (Balázs Ferenc és Kovács Kati)
- 1997 Aradszky László: Különös boldogság

Minden nap találkozhatnánk (Aradszky László és Kovács Kati)
- 1997 Adamis Anna: Best Of I. – Kék asszony

Tanítsd meg a gyerekeket ; Szólj rám, ha hangosan énekelek
- 1997 Adamis Anna: Best Of II. – Ringasd el magad...

Apák és Anyák ; Ima
- 1998 Presser Gábor: A Zeneszerző – Presser Gábor (Talán) Legszebb Dalai

Várlak
- 2000 Illés: Időutazás Illés szekerén (

Többé ne telefonálj (Illés-együttes és Kovács Kati)
- 2000 Balázs Fecó: A csönd évei

Forog a kerék (Balázs Fecó és Kovács Kati)
- 2003 Pa-dö-dő: PDD 15 Jubileum

Azt csinálok, amit én akarok
- 2004 Sztevanovity Zorán: Édes évek

Játssz még! (Zorán és Kovács Kati)
- 2004 Hofi Géza: Felmegyek hozzád..

Söprik az utcát ; Kell egy kis csavargás ; Zenés étlap
- 2005 Koós János: A szívem egy vándorcigány

Hogy vagy, Pajtás? (Kovács Kati és Koós János)
- 2007 Presser Gábor: A zeneszerző 5. – A szövegíró

Rock and roller
- 2010 Balázs Fecó: A csönd évei

Forog a kerék (Balázs Fecó és Kovács Kati)
- 2010 Szabó Gábor: Gábor Szabó in Budapest (Mouras Records: LP, CD)

Az eső és én
My Love
- 2011 Balázs Fecó: Csak az évek múltak el...

Forog a kerék (Balázs Fecó és Kovács Kati)
- 2013 Hofi Géza: A legnagyobb HOFI slágerek

Fogsz te a fox helyett charlestont járni
- 2013 Balázs Fecó: Gyertyák a téren

Legyen úgy, ahogy szeretnénk

### Külföldi CD-ken (17+ kiadvány, 22+ CD)
Kovács Katinak több dala megjelent külföldi válogatás CD-en. A lista nagyon hiányos.

### Németország(11 kiadvány, 16 CD)
| Év   | Album                                                                       | Dal | katalógus szám                 |
| ---- | --------------------------------------------------------------------------- | --- | ------------------------------ |
| 1996 | CD Schlagerstudio Vol.1 CD 2                                                | Soll der erste Kuss der letzte sein | Bella Musica (BM.14.3502)      |
| 1999 | Das Amiga Schlagerarchiv 1969-1979                                          | Es wird dunkel, wenn kein Feuer brennt (Most kéne abbahagyni)                                                                                      | 7432116100-2 BMG               |
| 2001 | Best of Hallo -2-                                                           | Wind komm bring den Regen her (Add már, Uram az esőt!)                                                                                             | CD 8046-2 Unioton              |
| 2007 | Die Hits aus den Bruderländern (3CD-BOX)                                    | Der erste Morgen mit Dir (Miért legyek?) | 8869716539-2 Sony-BMG/Amiga    |
| 2008 | Die Hits aus den Bruderländern II./ Rock & Pop-Hits 1-3 (3CD-BOX)           | - Ah, was habe ich getan (Jaj, nem vigyáztam) - Ich weiß wohl (Ismersz jól) - Das Lied (Taníts meg élni)                                           | 8869736601-2 Sony-BMG/Amiga    |
| 2008 | Sprechen Sie Pop? (CD914932)                                                | Flügel mit zwei Beinen (Kétlábú zongora) | CD 914932 Bureau-B             |
| 2008 | German Funk Fieber Vol 2. (CD, LP)                                          | Sehnsucht (Arcok a sötétben) |                                |
| 2008 | Schlager studio Chris Wallasch Große Hits der beliebten Fernschendung (2CD) | Soll der erste Kuß der letzte sein |                                |
| 2009 | Und wir gingen auf uns zu: Duette / Die schönsten rock- und pop-duett (CD)  | Nimm's doch nicht so (El ne hagyd magad) Duett mit Reinhard Lakomy                                                                                 |                                |
| 2010 | Die Hits aus den Bruderländern IV. Rock & Pop-Hits 4-6 (3CD-BOX)            | - Wohin bist du gegangen (Merre mentél tőlem?) - Bis zum letzten Atemzug (Kifulladásig) - So wie er (Úgy, mint ő) - Hej, Finger weg (Szendvicsfiú) | 8869766718-2 Sony Music/Amiga  |
| 2012 | Ein Kessel Buntes Volume 3. Die DDR-Erfolge aus den Bruderländern (2 CD)    | Es wird dunkel, wenn kein Feuer brennt (Most kéne abbahagyni)                                                                                      | 0887254254928 Sony Music/Amiga |

### Olaszország(1)
| Év   | Album                       | Dal                           |
| ---- | --------------------------- | ----------------------------- |
| 2007 | La Discoteque Psychedelique | Wind komm bring den Regen her |

### Anglia(4)
| Év   | Album                                                         | Dal                                                   |
| ---- | ------------------------------------------------------------- | ----------------------------------------------------- |
| 2004 | Funkytown, Budapest (Blek Label -CD70)                        | - Teach The Children!                                 |
| 2008 | MIGRATING, CAUSTIC, MUTATABLE TOUR Vol. 2 (B-Music)           | - Add már, uram, az esőt! - Nem biztos semmi          |
| 2009 | Well Hung (Finders Keepers)                                   | - Add már, uram, az esőt! - Nem biztos semmi - A Pénz |
| 2018 | She Came From Hungary! 1960s Beat Girls From The Eastern Bloc | - Hazudik a drága                                     |

### Amerikai Egyesült Államok(1)
| Év   | Album               | Dal                                          |
| ---- | ------------------- | -------------------------------------------- |
| 2009 | Well Hung (B-Music) | - Add már, uram, az esőt! - Nem biztos semmi |

### Japán(1)
| Év   | Album                                      | Dal                    |
| ---- | ------------------------------------------ | ---------------------- |
| 2007 | Vinyl Fantasy mixCD (BKHDCD-004 Blockhead) | Viva la vida (részlet) |

## Kovács Kati dalok kazettákon (MC) (47+)
Kovács Kati dalok közel ötven hazai és külföldi kazettára is felkerültek. A lista még nem teljes.

### Kovács Kati-dalok műsoros kazettákon (28)
Kovács Katinak dalai több tucat kazettán kiadott válogatásokra is felkerültek, a lista még nem teljes.
- Disco Party – Hungaroton Pepita MK 17623 (1979) Hot Stuff; Bend Me, Shape Me; MacArthur Park; One Way Ticket; Baby Make Love
- Disco Party 2 – Hungaroton Pepita MK 17667 (1981) Mondd, gondolsz-e még arra?; Kérdés önmagamhoz; Mama Leone
- Rocklegendák (1966-1970) – Hungaroton-Krém MK 17740 (1982) Átmentem a szivárvány alatt
- Kislány A Zongoránál És Társai... – Pepita – MK 17729 (1982) Úgy szeretném meghálálni
- Várj, míg sötét lesz – Hungaroton-Pepita MK 17864 (1984)Csupasz hold
- Top 15 – Hungaroton-Favorit MK 17840 (1984) Érj utol
- Töltsön egy órát kedvenceivel – Hungaroton-Favorit MK 17939 (1986) Úgy szeretném meghálálni
- Mama, kérlek – Hungaroton-Favorit MK 37105 (1987) Úgy szeretném meghálálni, Mama Leone, A régi ház körül, Mammy blue
- Az emberért, a holnapért – Hungaroton-Krém MK 37247 (1989) Úgy szeretném meghálálni
- Hold Ragyog A Dunán – Ifj. Kalmár Tibor Szerzeményei – Qualiton – MK 16798 (1990) Most kéne abbahagyni
- Táncdalfesztivál ’66 – Hungaroton-Gong MK 37549 (1991) Nem leszek a játékszered
- Táncdalfesztivál '67 – Hungaroton-Gong MK 37558 (1991) Majd ha beszél a jég
- Táncdalfesztivál ’66 és’67 – Hungaroton-Gong MK 37654 (1993) Nem leszek a játékszered, Majd ha beszél a jég
- Táncdalfesztivál '68 és '69 – Hungaroton-Gong MK 37673 (1993) Szerelemben nincsen igazság, Jó szerencsét
- Legendák 6. A ’60-as évek világslágerei – Hungaroton-Gong MK 37671 (1993) Jaj de hideg van
- Táncdalfesztivál ’68 és’69 – Hungaroton-Gong MK 37688 (1993) Szerelemben nincsen igazság
- Attila – Hungaroton – Gong (1993)
- Calypso – Duett Album – PolyGram Hungary – 523-326-4 (1994) Lazítani (Kovács Kati és Molnár Dániel)
- Szívdobbanás – Hungaroton Gong MK 37053 (1998) Szívfájdalom; Érj utol; Elfutok
- Super Star – a 60-as, 70-es, 80-as évek magyar szupersztárjai – Hungaroton MK 37909 (1998) Egy hamvas arcú kis gyerek
- Film Slágerek – Válogatás legjobb magyar és külföldi filmdalokból – Hungaroton MK 37918 (1998) Különben dühbe jövünk; Egy nyáron át
- 70-es évek kislemez slágerei – Hungaroton MK 37951 (2000) Most kéne abbahagyni; Add már uram az esőt
- Azok a hatvanas évek – Hungaroton MK 71071 (2001) Nem leszek a játékszered
- Dal A Szerelemről – Reader's Digest – RM-MC0102-01 (2001) Hogyha Most Elhagysz, Mondd, Gondolsz-e Még Arra?, Elmúlt A Nyár
- Slágerkoktél – Aréna Holding – ARMC2020 (2003) A Paradicsom Meghódítása (1492)
- A szerelem évszakai – Nyár – Hungaroton MK 71182 (2004) Kötődés
- A szerelem évszakai – Ősz – Hungaroton MK 71183 (2004) Várlak
- Örökzöld slágerek – Híres magyar szerzőpárosoktól – Reader's Digest (2005) MK 2 Találkozás a régi szerelemmel

### Kovács Kati-dalok külföldi kazettákon (5+)
Kovács Kati külföldön megjelent kazettái még nincsenek feldolgozva.
- Box Nr. 1. – Amiga 8 55 361 (1972) Es wird dunkel wenn kein Feuer brennt
- 2 x 10 Beat-Erfolge – Amiga 8 55 457 (1975) Rock'n Roller
- Non Stop Beat -20 Erfolgstitel – Amiga 8 55 477 (1976) Nimms Doch Nicht So Schwer Schwer
- Sonett Kassetten-Tonbandgerät Information – RFT (1977) Rock'n Roller
- Sopot 77 – Wifon – NK-432 (1977) Ha legközelebb látlak (Lengyelország)

### Kovács Kati dalok más előadók kazettán megjelent albumain (14+)
- 1989 Lerch István: Tüntetés a szeretetért

Tüntetés a szeretetért (Lerch István – ének, Kovács Kati – vokál)
Napsugárhíd (Lerch István – ének, Kovács Kati – vokál)
- 1989 Benkő László: Ikarosz

Aphrodité gyermekei II. (Takáts Tamás és Kovács Kati)
- 1991 Lerch István: 10 és fél
- 1991 Soltész Rezső: The best of Soltész Rezső

Féltelek (Soltész Rezső és Kovács Kati)
- 1993 Balázs Ferenc és a Korál

Forog a Kerék (Balázs Fecó és Kovács Kati)
- 1994 Tolcsvayék és a Trio

Láttam, ne tagadd, Vihar előtt, vihar után
- 1994 Pa-dö-dö: Szép az élet és én is szép vagyok

Anya csak egy van (Pa-dö-dö és Kovács Kati)
- 1996 Balázs Ferenc: Unplugged In The Globe Royal

Forog a kerék (Balázs Ferenc és Kovács Kati)
- 1997 Adamis Anna: Best Of I. – Kék asszony

Tanítsd meg a gyerekeket; Szólj rám, ha hangosan énekelek
- 1997 Adamis Anna: Best Of II. – Ringasd el magad...

Apák és Anyák; Ima
- 1998 Presser Gábor: A Zeneszerző – Presser Gábor (Talán) Legszebb Dalai

Várlak
- 2000 Balázs Fecó: A csönd évei

Forog a kerék (Balázs Fecó és Kovács Kati)
- 2003 Pa-dö-dő: PDD 15 Jubileum

Azt csinálok, amit én akarok
- 2004 Sztevanovity Zorán: Édes évek

Játssz még! (Zorán és Kovács Kati)

## Videóklipek (28)
| Év   | Cím                                              |
| ---- | ------------------------------------------------ |
| 1966 | Szeretném                                        |
| 1968 | Ne lépd át a küszöbömet többé                    |
| 1968 | Keserű a méz                                     |
| 1969 | A történtek után                                 |
| 1969 | Jó szerencsét                                    |
| 1970 | A régi ház körül                                 |
| 1970 | Most kéne abbahagyni / Mit remélsz / Csúzlis Tom |
| 1974 | Rock and Roller                                  |
| 1976 | Tíz év az út                                     |
| 1976 | Nálad lenni újra jó lenne                        |
| 1977 | Ha legközelebb látlak                            |
| 1977 | A világ mozgó                                    |
| 1978 | Aki lép az nem marad egy helyben                 |
| 1978 | Ha hiszel bennem fiú                             |
| 1978 | Életem lemeze                                    |
| 1979 | Úgy szeretném meghálálni                         |
| 1980 | Menetjegy                                        |
| 1983 | Taxi                                             |
| 1984 | Elfutok                                          |
| 1985 | Szűk alagútban                                   |
| 1989 | Most az én órám jött el                          |
| 1991 | Várj míg felkel majd a nap (közreműködik)        |
| 1992 | Kicsi gyere most                                 |
| 1992 | Fújom a dalt (közreműködik)                      |
| 1995 | Vangelis 1492                                    |
| 2002 | Összetartozunk (közreműködik)                    |
| 200? | Úgy szeretném meghálálni                         |
| 200? | Az én időm egyszer lejár                         |

## VHS (6)
1995-ben NEM LESZEK A JÁTÉKSZERED címmel az MTV-Televideo kiadó gondozásában jelent meg egy 85 perces önálló műsoros videókazetta Kovács Kati pályafutásának 30. évfordulójára.
A kazettán szereplő dalok:
1. Nem leszek a játékszered – 2. A történtek után – 3. Én igazán szerettelek – 4. Találkozás egy régi szerelemmel – 5. Minden, ami szép – 6. Megtalálsz engem – 7. Sírni, ilyen nyíltan sírni – 8. Úgy szeretném meghálálni – 9. Életem lemeze – 10. Aki lép, az nem marad egyhelyben – 11. A régi ház körül – 12. Add már, Uram az esőt! – 13. Rock and roller – 14. Indián nyár – 15. Ha legközelebb látlak – 16. Névtelen banda – 17. Búcsú – 18. A „Világ Mozgó” – 19. Szép szavak – 20. Boogie-woogie Lady – 21. Hány példányban – 22. Hol van a régi – 23. Menetjegy – 24. Mammy blue – 25. Egy hamvas arcú kisgyerek – 26. Szívfájdalom – 27. Napfényes álom – 28. Woman in Love – 29. Egy nyáron át... – 30. Álmodj kiskölyök – 31. Be my baby – 32. Most az én órám jött el – 33. Kicsi, gyere most...
Televíziós szerzők:
Kalmár Tibor, Bednai Nándor, Gyulai-Gaál Krisztián, Vecsernyés János, Nemlaha György, Wéber Bea, Geszler, György, Hajdu György, Csenterics Ágnes, Soós Árpád, Tánczos gábor, Hoffmann György, Török Ilona, Apró Attila, Dubovitz Péter, Bánhegyi István, Szirmai Béla, Darvas Máré, Bodó János, Scheibner Károly.

### Filmek (5)
- Eltávozott nap, 1968-as játékfilm (r. Mészáros Márta, kiadó MOKÉP)
- Fejlövés, 1968-as játékfilm (r. Bacsó Péter, kiadó MOKÉP)
- Fényes szelek, 1969-es játékfilm (r. Jancsó Miklós, kiadó MOKÉP)
- Attila Isten Kardja, 1993-as rockopera (r. Koltay Gábor)
- Boldog Születésnapot, 2003-as játékfilm (r. Fazekas Csaba)

## DVD (23)
| Év   | Album                                                                                        | Dal                                                                                              |
| ---- | -------------------------------------------------------------------------------------------- | ------------------------------------------------------------------------------------------------ |
| 2005 | Lerch István – 50. Szimfónia                                                                 | ÉRJ UTOL                                                                                         |
| 2010 | VOLT EGYSZER EGY TÁNCDALFESZTIVÁL Válogatás a Táncdalfesztiválok dalaiból (1966, 1967, 1968) | 1. Nem leszek a játékszered 2. Szerelemben soha nincsen igazság                                  |
| 2010 | Hugó, a víziló                                                                               | 1. Hugó, a víziló (főcímdal) 2. (több betétdalt is)                                              |
| 2011 | Nem csak a húszéveseké a világ – Szenes Iván írta 1. DVD                                     | 1. ADD MÁR, URAM AZ ESŐT 2. TALÁLKOZÁS EGY RÉGI SZERELEMMEL 3. NÁLAD LENNI ÚJRA JÓ LENNE         |
| 2011 | Nem csak a húszéveseké a világ – Szenes Iván írta 2. DVD                                     | 1. A RÉGI HÁZ KÖRÜL 2. ÚGY SZERETNÉM MEGHÁLÁLNI                                                  |
| 2011 | Nem csak a húszéveseké a világ – Szenes Iván írta 3. DVD                                     | TALÁLKOZÁS EGY RÉGI SZERELEMMEL                                                                  |
| 2011 | Nem csak a húszéveseké a világ – Szenes Iván írta 5. DVD                                     | ÉN ÉDES KATINKÁM                                                                                 |
| 2011 | Nem csak a húszéveseké a világ – Szenes Iván írta 6. DVD                                     | HA LEGKÖZELEBB LÁTLAK                                                                            |
| 2011 | Nem csak a húszéveseké a világ – Szenes Iván írta 8. DVD                                     | A ZÖLD VADÁSZNÁL                                                                                 |
| 2011 | Nem csak a húszéveseké a világ – Szenes Iván írta 9. DVD                                     | NÁLAD LENNI ÚJRA JÓ LENNE                                                                        |
| 2011 | Nem csak a húszéveseké a világ – Szenes Iván írta 10. DVD                                    | HÍVLAK                                                                                           |
| 2011 | Nem csak a húszéveseké a világ – Szenes Iván írta 12. DVD                                    | A HOSSZÚ ÉLET TITKA                                                                              |
| 2012 | "Amikor én még kissrác voltam" DVD                                                           | NEM LESZEK A JÁTÉKSZERED                                                                         |
| 2012 | "Szenes Iván Koncert 2011" DVD                                                               | 1. AZ ÉN IDŐM 2. ÚGY SZERETNÉM MEGHÁLÁLNI 3. TALÁLKOZÁS EGY RÉGI SZERELEMMEL 4. A RÉGI HÁZ KÖRÜL |

### Filmek (7)
| Év   | Album                             | Megjegyzés                                                                                           |
| ---- | --------------------------------- | --- |
| 2005 | Attila Isten kardja               | 1993-as rockopera                                                                                    |
| 2006 | Boldog Születésnapot!             | 2003-as játékfilm                                                                                    |
| 2007 | In memoriam Szécsi Pál – DVD      | dokumentumfilm                                                                                       |
| 2008 | Fényes szelek                     | 1969-es játékfilm (Szabó Teréz szerepében)                                                           |
| 2009 | P. Mobile – Örökmozgó lettem      | dokumentumfilm – Először a Rockinform P. Mobilról szóló különszámának DVD mellékleteként jelent meg. |
| 2010 | Volt Egyszer Egy Táncdalfesztivál | koncertfilm (2009. október 16. – Papp László Sportaréna)                                             |
|      | A Hamis Izabella                  | 1968-as játékfilm (Vadás Ilona szerepében)                                                           |

### Külföldön (2)
- 2000 – The Girl (VHS) – (Eltávozott nap, főszerep Szőnyi Erzsi)[48]
- 2009 – The Confrontation (DVD) – United Kingdom (Fényes szelek, Teri szerepében)

## Kiadatlan dalok
| Év   | Cím                                                                                      | Zeneszerző–szövegíró                           | Kísér                            | Megjegyzés                                                                          |
| ---- | ---------------------------------------------------------------------------------------- | ---------------------------------------------- | -------------------------------- | ----------------------------------------------------------------------------------- |
| 1965 | The Man I Love                                                                           | George Gershwin – Ira Gershwin                 |                                  | eredeti: Peggy Lee en:The Man I Love (album) (1957)                                 |
| 1966 | Szombaton végre                                                                          | Géczy József–Kollár Ágnes                      | Metro                            | Táncdalfesztivál '66                                                                |
| 1966 | Hiányzol                                                                                 | Bágya András – Reményi Gyenes István           | Stúdió 11                        |                                                                                     |
| 1966 | Miért van ez így?                                                                        | Deák Tamás – Fülöp Kálmán                      |                                  |                                                                                     |
| 1966 | Ki vele                                                                                  | Idrányi Iván – Tarján Ildikó                   | Stúdió 11                        |                                                                                     |
| 1966 | Gyilkossággal vádollak                                                                   | Payer András – S. Nagy István                  | Bergendy                         | SP: Koncz Zsuzsa                                                                    |
| 1967 | Rosszul sikerült a mi szerelmünk                                                         | Bogyai István – ifj. Kalmár Tibor              | MRT Vonós Tzk                    |                                                                                     |
| 1967 | Hagyj végre békén                                                                        | Wolf Péter – Magyar Anna                       | Stúdió 11                        | Made in Hungary 1967                                                                |
| 1967 | Neked se jó                                                                              | Fényes Szabolcs – Bacsó Péter                  | SP: Atlantis                     | SP, film: 2 másik változat                                                          |
| 1968 | Álmodozom a világról                                                                     | Schöck Ottó – S. Nagy István                   | Metro                            | feldolgozta: Metro                                                                  |
| 1968 | Szomorú lány                                                                             | Barry/Greenwich/Spector – Halmágyi Sándor      |                                  | eredeti: Tina Turner: River Deep, Mountain High (1966)                              |
| 1968 | Eltávozott nap                                                                           | Illés Lajos–S. Nagy István                     | Illés-együttes                   | az Eltávozott nap c. film főcímdala                                                 |
| 1968 | Hangyaboly                                                                               | Koncz Tibor – Halmágyi Sándor                  |                                  |                                                                                     |
| 1969 | Félútról az ember visszanéz                                                              | Dobsa Sándor – Halmágyi Sándor                 | Stúdió 11                        |                                                                                     |
| 1969 | Gyerekszemmel                                                                            | Ster – Tardos Péter                            | MRT Vonós Tzk                    | eredeti: Frida Boccara: Un jour, un enfant (Eurovíziós Dalfesztivál 1969)           |
| 1969 | Ez a mi világunk                                                                         | Havasy Viktor – S. Nagy István                 |                                  |                                                                                     |
| 1970 | Nem! Nem bánok semmit sem!                                                               | Dumorit – Vancaire – Reményi Gyenes István     | Randevú zenekar                  | eredeti: Édith Piaf: Non, je ne regrette rien (1960)                                |
| 1970 | Egy nyári nap                                                                            | Schöck Ottó – S. Nagy István                   | Randevú zenekar                  |                                                                                     |
| 1970 | Miért jársz egyedül?                                                                     | Gyöngy Pál – Rudnai Gábor                      | Randevú zenekar                  |                                                                                     |
| 1970 | Művészparcella                                                                           | Victor Máté – Várnai Zseni                     | Randevú zenekar                  |                                                                                     |
| 1970 | Öngyilkos káposzta                                                                       | Koncz Tibor – S. Nagy István                   |                                  |                                                                                     |
| 1970 | Középkori lovag                                                                          | Deák Tamás – Tardos Péter                      |                                  |                                                                                     |
| 1971 | Kommünárok határozata                                                                    | Hanns Eisler–Bertolt Brecht–Fáy Árpád          |                                  | A kommün napjai c dráma rádióváltozatának betétdala                                 |
| 1971 | Senki vagy az összes                                                                     | Hanns Eisler–Bertolt Brecht–Fáy Árpád          |                                  | A kommün napjai c dráma rádióváltozatának betétdala                                 |
| 1971 | Hullhat rám a jégeső                                                                     | Bacharach – S. Nagy István                     | Expressz                         |                                                                                     |
| 1972 | Azelőtt nem volt                                                                         | Koncz Tibor – S. Nagy István                   |                                  |                                                                                     |
| 1973 | Mosolyod itt marad                                                                       | Sipos Péter – Tardos Péter                     | Hungária                         | LP: Kati Kovács; németül                                                            |
| 1973 | Wie wird die Liebe sein                                                                  | Arndt Bause—Fred Kerstien                      | a berlini rádió zenekara         |                                                                                     |
| 1974 | Adagio                                                                                   | Albinoni – Dobsa Sándor feld. – Szécsi Pál     | Randevú zenekar                  | SP: Szécsi Pál                                                                      |
| 1974 | Őrülten száguldok                                                                        | Victor Máté – Huszár Erika                     | Gemini                           | musical: Holnaptól nem szeretlek; duett Balázs Péterrel                             |
| 1974 | Jön a papa                                                                               | Koncz Tibor – Szenes Iván                      |                                  | versenydal Írországban                                                              |
| 1975 | Ne is gondolj rám                                                                        | Gyulai Gaál János – S. Nagy István             | MR Vonós Tzk                     |                                                                                     |
| 1975 | Hagyd nyitva az ajtót                                                                    | Koncz Tibor – Sülyi Péter                      |                                  |                                                                                     |
| 1975 | Remélem azt                                                                              | Blum József – Szenes Iván                      | MR Vonós Tzk                     | LP: Szűcs Judit                                                                     |
| 1977 | Hát így is jó                                                                            | Fáy András – Bradányi Iván                     | Stúdió 11                        | énekelte még: Késmárky Marika                                                       |
| 1978 | Aki lép, az nem marad egyhelyben (radio edit)                                            | Szörényi Levente – Adamis Anna                 | Fonográf                         | eredeti: LP                                                                         |
| 1978 | Vérré válik bennem a dal (radio edit)                                                    | Szörényi Levente – Adamis Anna                 | Fonográf                         | eredeti: LP                                                                         |
| 1978 | Nekem nem mindegy (radio edit)                                                           | Szörényi Levente – Adamis Anna                 | Fonográf                         | eredeti: LP                                                                         |
| 1978 | Belépés nemcsak nyúlcipőben                                                              | Koncz Tibor – Sülyi Péter                      | Universal                        | Belépés nemcsak tornacipőben (rádióműsor szilveszteri adás)                         |
| 1979 | Élek, ahogy a többiek                                                                    | Koncz Tibor – Szenes Iván                      | Universal                        |                                                                                     |
| 1979 | Bolond világ                                                                             | Koncz Tibor – Sülyi Péter                      |                                  |                                                                                     |
| 1979 | Szabadon nyílik                                                                          | Lerch István – Demjén Ferenc                   | V' Moto-Rock                     | Szívemben zengő dal LP-re íródott                                                   |
| 1979 | Kivel osztod meg az életed                                                               | Legrand – Bradányi Iván                        | MR Vonós Tzk                     |                                                                                     |
| 1979 | Álomherceg                                                                               | Hoffmann – S. Nagy István                      | Universal                        |                                                                                     |
| 1979 | Várnék rád                                                                               | Schneider – S. Nagy István                     | Universal                        |                                                                                     |
| 1979 | Menetjegy                                                                                | Hunter – Keller – Kovács Kati                  | Neoton Família, vokál: Universal | SP: másik változat a Neoton Família vokáljával                                      |
| 1979 | Ma rád gondolok                                                                          | Gabaja – Bradányi Iván                         | MR Vonós Tzk                     |                                                                                     |
| 1980 | Szeretni kéne                                                                            | Koncz Tibor – Szenes Iván                      | Universal                        |                                                                                     |
| 1981 | Mindig van valami baj veled                                                              | Milton Kellem – Kovács Kati                    | Universal                        |                                                                                     |
| 1981 | Zórád                                                                                    | Tamkó Sirató Károly–Kaláka együttes            | Kaláka együttes                  | terefere c. tv-műsor (élő)                                                          |
| 1982 | Van ilyen                                                                                | Bágya András – Szenes Iván                     |                                  | LP: másik változat                                                                  |
| 1982 | Én és a vekker                                                                           | Stefani – Bradányi Iván                        | Stúdió 11                        |                                                                                     |
| 1984 | Még el sem indult                                                                        | Victor Máté – Szenes Iván                      | Stúdió 11                        | a Házasságtörés c. rádiójáték zenéje                                                |
| 1984 | Szövőnők dala                                                                            | Lennon – McCartney – Verebes István            |                                  | Rádiókabaré; duett Cserháti Zsuzsával; eredeti: Beatles: Here, There and Everywhere |
| 1985 | Satellite                                                                                | Első Emelet – Geszti Péter                     | Első Emelet                      | teniszverseny dala (SPS 70687 számú kislemezen jelent volna meg, de nem adták ki)   |
| 1985 | Hibajegyzék                                                                              | Koncz Tibor – Sülyi Péter                      |                                  | SPS 70687 kislemezen jelent volna meg, de nem adták ki                              |
| 1985 | Dal (Hitvallás)                                                                          | Koncz Tibor – Kibédi Ervin                     | Dobsa S. kisegyüttese            |                                                                                     |
| 1986 | Nem elég                                                                                 | Bágya András – Kovács Kati                     | Stúdió 11                        | Tessék választani! 1986                                                             |
| 1986 | Nem kell már többé szerelem                                                              | Reitano – Beretta – Vándor Kálmán              | Stúdió 11                        |                                                                                     |
| 1986 | Néha még álmodozom                                                                       | Koncz Tibor – Vándor Kálmán                    | Koncz Tibor                      |                                                                                     |
| 1988 | Égjen a szívünkben a láng                                                                | Zsoldos Béla – S. Nagy István                  | Zsoldos Béla                     | Olimpia-dal                                                                         |
| 1989 | Nem járható tovább az út                                                                 | Gábor S. Pál – Szenes Iván                     |                                  | Tessék választani! 1989                                                             |
| 1989 | Csak félemberek voltunk                                                                  | Gábor S. Pál – Bradányi Iván                   |                                  | Tessék választani! 1989                                                             |
| 1989 | Ave Maria                                                                                | Schubert                                       | Koncz Tibor                      | CD: másik változat                                                                  |
| 1989 | Hol van a régi                                                                           | Masser/G. Foffin/P. Glass – Kovács Kati        | Koncz Tibor                      | Békebeli békebuli (tv-show)                                                         |
| 1989 | Be my baby                                                                               | Spector/Greenwich – Kovács Kati                | Koncz Tibor                      | Békebeli békebuli (tv-show)                                                         |
| 1989 | Most az én órám jött el                                                                  | John Bettis/Albert Hammond – G. Dénes György   | Koncz Tibor                      | Békebeli békebuli (tv-show)                                                         |
| 1989 | Marcipánföld                                                                             | Bricusse/Newley – G. Dénes György              | Koncz Tibor                      | Békebeli békebuli (tv-show)                                                         |
| 1991 | Ne sírj a tegnapért                                                                      |                                                |                                  |                                                                                     |
| 1992 | Túl a kék hegyen                                                                         | Koncz Tibor – Szenes Iván                      | Feszvitál zenekara               | 1992-es Egri Táncdalfesztivál 2. versenydal                                         |
| 1992 | Barcelona – Olimpia (Amigos Para Siempre)                                                | Andrew Lloyd Webber – Kovács Kati              |                                  | km. Farkas Péter                                                                    |
| 1994 | Nem hihetek a tegnapi csókjaidnak / I Can't Believe Your Yesterday's Kiss Meant Good-bye | Ruttkay Tamás – Bradányi Iván                  |                                  | magyar és angol nyelvű változat                                                     |
| 1994 | Keringő, beszédes szél                                                                   | Ruttkay Tamás – Bradányi Iván                  |                                  | magyar és angol nyelvű változat                                                     |
| 1994 | A szeretet az út                                                                         | Vukán György – Adamis Anna                     |                                  | km. Vikidál Gyula                                                                   |
| 1996 | Hello, Doki                                                                              | Vukán György – Bacsó Péter                     |                                  | A Hello, Doki c. tévéfilmsorozat főcímdala                                          |
| 2004 | Hófehér Jaguár                                                                           | Pély – Orbán – Romhányi – Kovács Kati          |                                  | eredetI: United                                                                     |
| 2004 | Mindenki valakié                                                                         | Lerch István – Horváth Attila                  |                                  |                                                                                     |
| 2005 | Semmim sincsen                                                                           | Koncz Tibor – Kovács Kati                      |                                  |                                                                                     |
| 2006 | Mr. Ragamoffin                                                                           | Roberto – Junior – Bigyó                       |                                  | eredeti: L. L. Junior                                                               |
| 2006 | Csókkirály                                                                               | Fenyő Miklós                                   |                                  | eredeti: Hungária                                                                   |
| 2007 | The Best                                                                                 | Chapman – Knigh                                |                                  | eredeti: Tina Turner                                                                |
| 2012 | Boldog szomorú dal – Menyasszonykísérő Észak-Mezőségről                                  | magyar népzne                                  | Csík zenekar                     | eredeti: Csík zenekar                                                               |
| 2012 | Rock and roller                                                                          | Presser Gábor                                  | Csík zenekar                     | Román népzenei elemekkel átdolgozva                                                 |
| 2013 | Not giving in                                                                            | A. Izadkhak – K. Drydeb – P. Agett – J. Newman | MR2 Szimfonikus Zenekar          | eredeti: John Newman                                                                |